# 章瑾
章瑾（1406年—1449年），字用欽，浙江会稽人，明朝政治人物。進士出身。

## 生平
禮部左侍郎章敞之子。北京行部鄉試第三十四名舉人，宣德八年（1433年）中會試副榜，正統元年（1436年）登丙辰科會試第七名，二甲十五名進士，授禮科給事中，十年九月升本科都給事中，十一年七月充副使，册封蜀世子妃蒯氏。十四年九月官至禮部侍郎，九月被十三道御史弹劾下狱，被降二等叙用，十二月出狱后三日而死。

## 家族
曾祖章君采，赠礼部右侍郎。祖父章昇，赠礼部右侍郎。父章敞，礼部左侍郎。母葉氏，赠淑人；繼母趙氏，封淑人。具慶下。兄璨、弟璠、玙、瑛。娶趙氏。